# Овощная икра

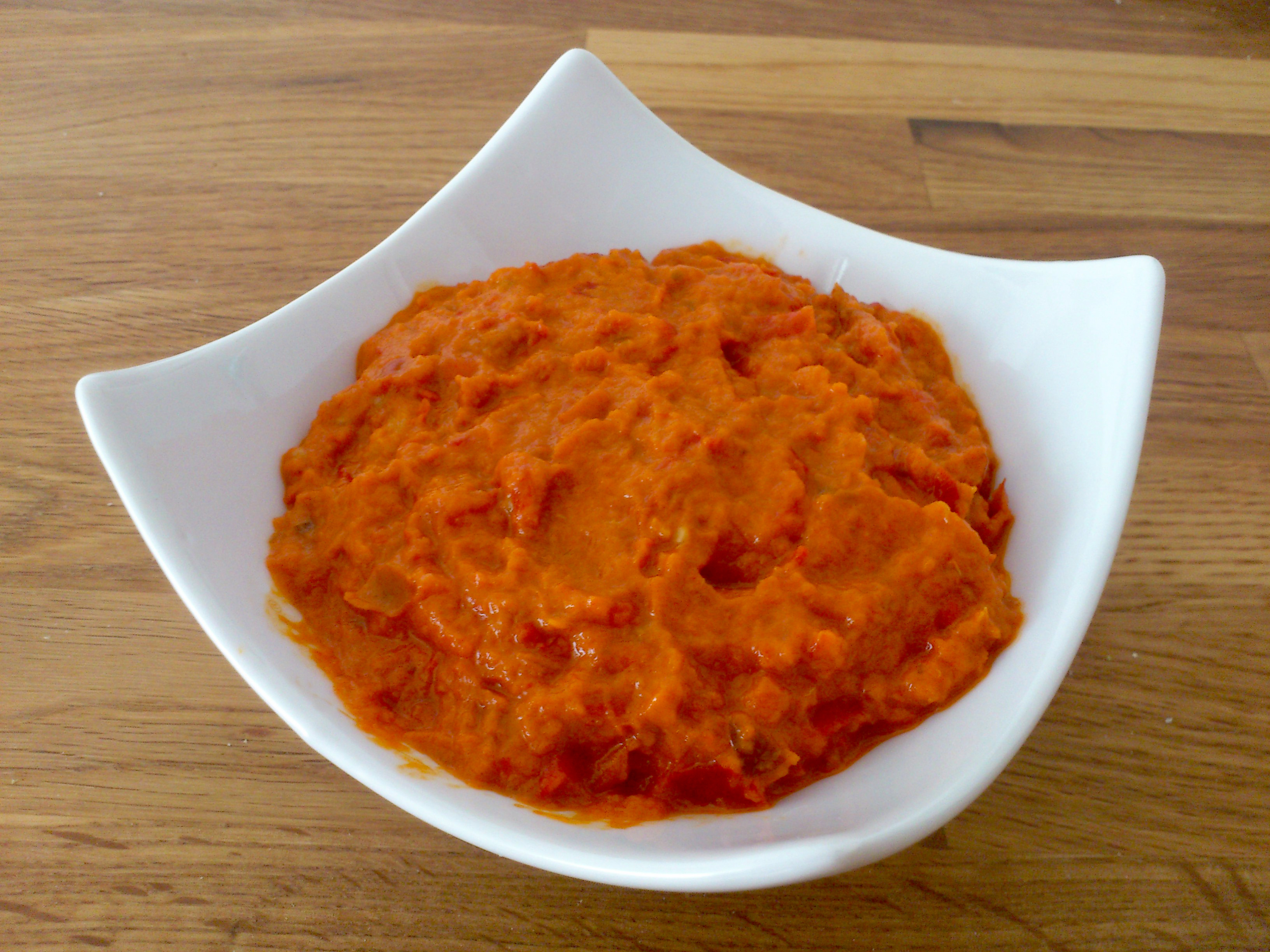
Айвар, балканский вид овощной икры

Овощная икра — холодное закусочное кушанье (тип салата) из измельчённых овощей или грибов (грибная икра). Известны икра из баклажанов (баклажанная икра), кабачков (кабачковая икра), моркови (морковная икра), помидоров, свёклы (свекольная икра) и т. д. Способы приготовления самые разные. Обычно в варёные измельчённые (на мясорубке) овощи добавляют также измельчённые репчатый лук, яблоки, морковь, соль, овощной перец, спрыскивают уксусом и растительным маслом, могут прожаривать. Особый вид овощной икры — балканский айвар, изготовляемый из сладкого обжаренного перца с добавлением баклажана.